# Всевидящее око (фильм, 2022)
«Всевидящее око» (англ. The Pale Blue Eye; буквальный перевод — «Бледно-голубой глаз») — американский мистический триллер 2022 года, снятый режиссёром Скоттом Купером по одноимённому роману Луиса Байарда. Главные роли в нём сыграли Кристиан Бейл, Гарри Меллинг, Джиллиан Андерсон, Люси Бойнтон. Центральный персонаж — отставной констебль Огастус Лэндор, который в 1830 году расследует серию убийств в Военной академии США в Вест-Пойнте, используя помощь молодого кадета Эдгара Аллана По. Лента получила противоречивые отзывы критиков.

## Сюжет
Главный герой фильма — отставной детектив Огастас Лэндор, вдовец, дочь которого Матильда сбежала из дома несколько лет назад. В октябре 1830 года он получает от армии США задание расследовать гибель кадета Лероя Фрая в Военной академии США в Вест-Пойнте, штат Нью-Йорк. Лэндор узнаёт, что в морге неизвестные вырезали из трупа сердце. В руке Фрая он находит обрывок записки, а по следам на шее и пальцах понимает, что кадет был убит.
Втайне Лэндор обращается за помощью к курсанту Эдгару Аллану По, проявляющему интерес к этому делу. По обрывку записки герои приходят к выводу, что Фрая пригласили на тайную встречу. В округе находят корову и овцу со вскрытыми грудными клетками и извлечёнными сердцами, и появляется версия о связи убийства с ритуалами чёрной магии. Ещё одного курсанта, Баллинджера, находят повешенным, с вырезанным сердцем и кастрированным. Кадет Стоддард, друг обоих жертв, исчезает.
Лэндор и По начинают подозревать доктора Дэниела Маркиса, его сына Артимуса и дочь Лию, страдающую от эпилепсии. Маркис признаётся, что прибегал к чёрной магии, чтобы вылечить дочь. Тем временем По, очарованный Лией, приходит в себя в летнем домике, одурманенный наркотиками, и обнаруживает, что Лия и Артимус собираются вырезать его сердце для ритуала. В последний момент Лэндор спасает По, здание загорается, дети доктора погибают в огне. Военные считают дело раскрытым, но По замечает, что почерк на обрывке записки, найденной в руке Фрая, совпадает с почерком Лэндора. Он приходит к выводу, что именно его друг — убийца, и рассказывает Лэндору о своём открытии.
Выясняется, что два года назад дочь Лэндора Матильда после своего первого бала была изнасилована Фраем, Баллинджером и Стоддардом и покончила с собой, прыгнув в озеро со скалы. Лэндор никому не рассказал об этом. Чтобы отомстить, он убил Фрая и Баллинджера, причём первого просто повесил, а труп второго изуродовал, чтобы запутать следы. По сжигает улики. В финальной сцене Лэндор, стоя у обрыва, с которого прыгнула Матильда, бросает на ветер её ленту для волос со словами: «Покойся с миром, любовь моя».

## В ролях
- Кристиан Бэйл — Огастус Лэндор
- Гарри Меллинг — кадет Эдгар Алан По
- Джиллиан Андерсон — миссис Джулия Маркис
- Люси Бойнтон — Лия Маркис
- Шарлотта Генсбур — Пэтси
- Тоби Джонс — доктор Дэниел Маркис
- Гарри Лоути — кадет Артимус Маркис
- Саймон Макберни — капитан Хичкок
- Хэдли Робинсон — Матильда (Матти)
- Тимоти Сполл — суперинтендант Тайер
- Роберт Дюваль — Жан Пепе
- Джои Брукс — кадет Стоддард
- Бреннан Кил Кук — кадет Хантун
- Гидеон Глик — кадет Харатио Кокрейн
- Фред Хехингер — кадет Рэндольф Баллинжер
- Мэтт Хейм — кадет Ллевеллин Ли
- Джек Ирвинг — кадет Гамильтон
- Стивен Майер — кадет Лерой Фрай
- Чарли Тахан — кадет Лафборо

## Создание и оценки
Проект был анонсирован в июне 2021 года. Режиссёром стал Скотт Купер, ранее уже работавший с Бэйлом над фильмами «Из пекла» (2013) и «Недруги» (2017). Литературной основой сценария стал одноимённый роман Луиса Байарда 2003 года, адаптированный самим Купером. Работа над фильмом началась, когда компания Netflix выкупила права на него на европейском кинорынке приблизительно за 55 млн долларов. Съёмки стартовали в Пенсильвании в ноябре 2021 года.
23 декабря 2022 года фильм вышел в ограниченный прокат в США, а 6 января 2023 года состоялся цифровой релиз на Netflix.
На сайте-агрегаторе отзывов Rotten Tomatoes картина получила рейтинг 63 % со средней оценкой 6/10. Рецензенты с этого ресурса назвали детективную составляющую сюжета «достаточно интригующей». На сайте Metacritic фильм получил 56 баллов из 100, что указывает на «смешанные или средние» отзывы. Мэтью Монэгл из The Austin Chronicle счёл, что фильм «чуть ли не разваливается на части» из-за проблем с сюжетом. Джеймс Верньер из Boston Herald назвал его «плохо написанным детективом».
По мнению Егора Козкина («Фильм.ру»), «Всевидящее око» только притворяется «доблестным представителем редкого ныне жанра мистического триллера и американской готики». Этот рецензент раскритиковал и сценарий, и «бесконечное количество случайно подобранных актёров-статистов». Софья Бронтвейн («Форбс») высоко оценила актёрскую игру и основную сюжетную идею, но показанное в фильме расследование назвала «куцым и банальным», диалоги — бессмысленными, персонажа Бэйла — плохо разработанным и скучным. Павел Воронков в своей рецензии для «Газета.ру» наhttps://www.gazeta.ru/culture/2023/01/09/16056415.shtml что «лента так и не вылезает за рамки костюмного детективного триллера и вплоть до финала придерживается умеренности во всем — от темпа до атмосферы»; это «примитивная во многих отношениях вещица, которая едва ли у кого-то надолго осядет в памяти».